# Jean-Marie Trappeniers
Jean-Marie Trappeniers (Vilvoorde, 1942. január 13. – 2016. november 2.) belga válogatott labdarúgókapus.

## Pályafutása
A belga válogatott tagjaként részt vett az 1970-es világbajnokságon.

## Sikerei, díjai
Anderlecht
- Belga bajnok (6):  1961–62, 1963–64, 1964–65, 1965–66, 1966–67, 1967–68
- Belga kupa (1): 1964–65